# Max Tolson
Maxwell „Max” Tolson (ur. 18 lipca 1945 w Wollongong) – australijski piłkarz. Grał na pozycji napastnika.

## Kariera klubowa
Max Tolson rozpoczął karierę w klubie South Coast United w 1963 roku. W klubie występował do 1965 roku. W tym samym wejechał do Anglii, do trzecioligowego klubu Workington A.F.C. W angielskim klubie występował przez dwa lata, po czym powrócił do South Coast United. W South Coast grał do 1971 roku, zdobywając mistrzostwo stanu Nowa Południowa Walia – NSW League Division 1 w 1969 roku.
W 1972 przeszedł do innego czołowego klubu NSW League – Marconi Fairfield. W klubie z Sydney występował do 1973 roku, zdobywając z nim dwukrotnie wicemistrzostwo stanu Nowa Południowa Walia – NSW League Division 1 w 1972 i 1973 roku. W 1974 roku grał w Safeway United, po czym przeszedł do Sydney Croatia, w którym zakończył karierę w 1975 roku.

## Kariera reprezentacyjna
Max Tolson zadebiutował w reprezentacji 11 listopada 1971 w zremisowanym 2-2 meczu z Izraelem w Brisbane. Był to udany debiut, gdyż Tolson strzelił w 19 min. meczu bramkę dla Australii. W 1973 Australia awansowała po raz pierwszy w historii do Mistrzostw Świata 1974, a Tolson uczestniczył w eliminacjach. Na turnieju w RFN Tolson był rezerwowym i nie wystąpił w żadnym meczu. Ostatni raz w reprezentacji Tolson zagrał 28 października 1973 w zremisowanym 0-0 meczu eliminacji MŚ 1974 z Koreą Południową w Sydney. Ogółem w latach 1971–1973 wystąpił w 13 spotkaniach i strzelił 2 bramki.